# Isak Férriz
Isak Férriz, född 1979, är en andorransk skådespelare.
Férriz har bland annat medverkat i TV-serierna Feria: Det mörkaste ljuset, Diplomaten i Barcelona och Dödliga flammor.

## Filmografi (i urval)
- 2022 – Feria: Det mörkaste ljuset (TV-serie)
- 2023 – Dödliga flammor (TV-serie)
- 2023 – Diplomaten i Barcelona (TV-serie)